# ELV1S: 30 No. 1 Hits
ELV1S: 30 #1 Hits é uma coletânea com os grandes sucessos de Elvis Presley nos Estados Unidos e Inglaterra, exclusivamente só as músicas que foram número 1 nos países citados. Compreendem o período de 1956 até 1977. Esse disco se tornou um dos mais vendidos no mundo no ano de 2002 e também um dos mais vendidos de Elvis. Trilhando o mesmo caminho, a música "A Little Less Conversation" virou um grande hit no mesmo ano, sendo primeiro lugar em vários países, essa música foi gravada em 1968 e não figurou nas paradas da época, com exceção de Singapura onde foi número 1 nesse mesmo ano.[carece de fontes?] Essa versão é um remix do DJ holandês Junkie XL.[carece de fontes?]
Quando lançado, ELV1S: 30 # 1 Hits foi um sucesso instantâneo, indo direto para o topo das paradas de álbuns em vários países e enviando quantidades em massa ao redor do mundo. Um álbum complementar, 2nd to None, foi lançado no ano seguinte. Em 2003, o álbum tinha recebido uma lista de certificações de gravação de música em mais de quinze regiões e tinha vendido milhões de cópias em todo o mundo.

## Compilação, produção e lançamentos
ELV1S: 30 #1 Hits foi compilado por Ernst Mikael Jorgensen e Roger Semon usando dados gráficos das paradas de singles pop na Billboard, Cashbox, New Musical Express, e Record Retailer. Nem todos os números um do Elvis estão incluídos, pois é apenas um conjunto de um disco. Foi parte de uma campanha massiva da RCA e BMG para celebrar o Elvis no 25º aniversário de sua morte.

## Lançamento e recepção

### Recepção comercial
Na primeira semana após o lançamento do álbum, ele superou o recorde de cartas em 17 territórios. O álbum foi o primeiro álbum de Presley a estrear no número 1 do Billboard 200 e foi seu primeiro número desde 1973. O álbum ajudou Elvis a ter o maior número de álbuns no número um do 200. O álbum já vendeu mais de três milhões de cópias na Europa sozinho e já embarcou mais do dobro dessa quantia.[carece de fontes?]

## Faixas
- 1. Heartbreak Hotel (2:09)
- 2. Don't Be Cruel (2:04)
- 3. Hound Dog (2:15)
- 4. Love Me Tender (2:44)
- 5. Too Much (2:36)
- 6. All Shook Up (2:00)
- 7. Teddy Bear (1:49)
- 8. Jailhouse Rock (2:37)
- 9. Don't (2:51)
- 10. Hard Headed Woman (1:56)
- 11. One Night (2:34)
- 12. A Fool Such As I (2:41)
- 13. A Big Hunk O' Love (2:16)
- 14. Stuck On You (2:20)
- 15. It's Now or Never (3:17)
- 16. Are You Lonesome Tonight? (3:08)
- 17. Wooden Heart (2:04)
- 18. Surrender (1:55)
- 19. His Latest Flame (2:08)
- 20. Can't Help Falling in Love (3:00)
- 21. Good Luck Charm (2:27)
- 22. She's Not You (2:11)
- 23. Return to Sender (2:11)
- 24. Devil in Disguise (2:22)
- 25. Crying in the Chapel (2:26)
- 26. In the Ghetto (3:05)
- 27. Suspicious Minds (4:34)
- 28. The Wonder of You (2:28)
- 29. Burning Love (2:59)
- 30. Way Down (2:39)
- 31. A Little Less Conversation (JXL Radio Edit Remix) (3:33)

## Paradas musicais
- EUA - 1º - Billboard 200, Billboard Country - 2002
- Inglaterra - 1º - 2002

e primeiro lugar em outros países